# 康熙皇輿全覽圖

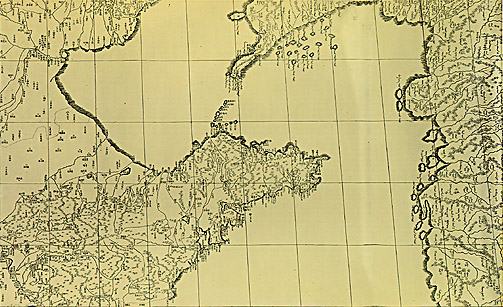
《康熙皇輿全覽圖》，該圖有山東半島、遼東半島及朝鮮半島

《康熙皇輿全覽圖》為清朝時期所繪的地圖。1708年（康熙四十七年）由康熙帝下令編繪，以天文觀測與星象三角測量方式進行，采用梯形投影法绘制，比例為四十萬分之一。地圖描繪範圍东北至庫頁島，東南至台灣西部， 西至伊犁河，北至北海（貝加爾湖），南至崖州（今海南島）。繪圖人士有耶穌會的欧洲人士雷孝思、白晉、杜德美及中國學者何国栋、索柱、白映棠、貢額、明安圖以及欽天監的喇嘛楚兒沁藏布蘭木佔巴、理藩院主事勝住等十餘人。
《康熙皇輿全覽圖》是中国第一幅繪有經緯網的全國地圖。聘請西洋傳教士經過經緯度測量繪製而成。其中，實測經緯度值的地點有六百餘處，多處使用三角測量法，並使用少數的天文測量法。此地图在中國地圖發展史上具有劃時代的意義，自清朝中葉至中华民國初年國內外出版的各種中國地圖基本上都淵源於此圖。
該地圖經過十年的實地測繪，才於1718年初步完成，但由于蒙古准噶尔汗国尚未归属清朝，当时新疆一带未能详绘，直至康熙帝两次遣专人详查後，方於1719年得以补全。

## 《康熙皇輿全覽圖》的发展过程
清朝康熙帝為了製作繪有經緯度的全國地圖《皇輿全覽圖》，於康熙四十七年（1708年）派人隨軍從四川進藏，以目視畫圖，法國耶穌會會士雷孝思閱後認為無法與內地測圖拼合。:68,77
康熙五十六年（1717年）出木刻版《皇輿全覽圖》，有總圖1幅，分省圖和地區圖28幅，但西藏及蒙古極西地方多空白。
康熙五十八年（1719年）印行銅版圖，以緯差八度為一排，共分八排，四十一幅，這種以經緯度分幅的方法在中國是第一次。文字记註方面在內地各省註漢字，東北和蒙藏地區註滿文。故後人又題名為《滿漢合璧清內府一統輿地秘圖》，这版本流傳較廣。
康熙五十八年版本詳繪有西藏和蒙古極西地方，分省圖和地區圖增至三十二幅，其範圍東北至庫頁島（薩哈林島），東南至臺灣，北至貝加爾湖，南至海南島，西北至伊犁河，西南至列城以西。在西藏邊境標註出朱母郎馬阿林（珠穆朗瑪峰）。该圖上以通過北京的經線為中經線，經緯網用梯形投影法。康熙五十六年康熙帝再遣曾在欽天監學習過數學測量的喇嘛楚兒沁藏布、蘭木占巴以及理藩院主事勝住從青海步行入藏重新測圖，實測從西寧經拉薩到恆河源頭一段，就因為策妄阿拉布坦犯藏而返回，其他未測地方多採傳聞繪圖，故多錯誤。康熙五十八年的《皇輿全覽圖》與康熙五十六年的地圖主要的不同之處在增加了西藏地圖。康熙五十九年（1720年）的上諭說：「朕於地理，從幼留心，凡古今山川名號財貿論邊徼遐荒，必詳考圖籍，廣詢方言，務得其正。故遣使至崑崙西番諸處，凡大江、黃河、黑水、金沙、瀾滄諸水發源之地，皆目擊詳求，載入輿圖，今大兵得藏，邊外諸番，悉心歸化。三藏阿里之地，具入版圖。其山川名號，番漢異同，當於此時考證明核，庶可傳信於後」
康熙六十年（1721年）又刊印一次木刻版，木刻版的所包含的地域範圍與1719年的銅版圖相似。

### 引用
1. 1 2  皇輿全覽圖[永久]，中華民國教育部
2. ↑  李孝聰.  (PDF). 《故宮學術季刊》: 78.  [民國一百一年秋季]  [2017-07-10]. （原始内容存档 (PDF)于2015-12-19）.
3. ↑  韩昭庆,  (PDF), 清华大学学报 哲学社会科学版, 2015年, 第30卷 (第6期): 137  [2018-11-20], （原始内容存档 (PDF)于2018-11-21）
4. ↑  翁文灝. . 北平: 中国地学会. 1930年: 29. NLC 001325164.
5. ↑  成崇德. .   [2020-11-21]. （原始内容存档于2020-11-10）.
6. ↑  Theodore Foss. . Review of Culture. No. 21 (澳門特別行政區政府文化局).   [2020-11-21]. （原始内容存档于2020-11-10）.

## 外部連結
- 皇輿全覽分省圖 （页面存档备份，存于）
- 《康熙時代耶穌會教士地圖集》（含〈康熙皇輿全覽圖〉）